# Piper lancilimbum
Piper lancilimbum är en pepparväxtart som beskrevs av Truman George Yuncker. Piper lancilimbum ingår i släktet Piper och familjen pepparväxter. Inga underarter finns listade i Catalogue of Life.